# Dorsvlegel

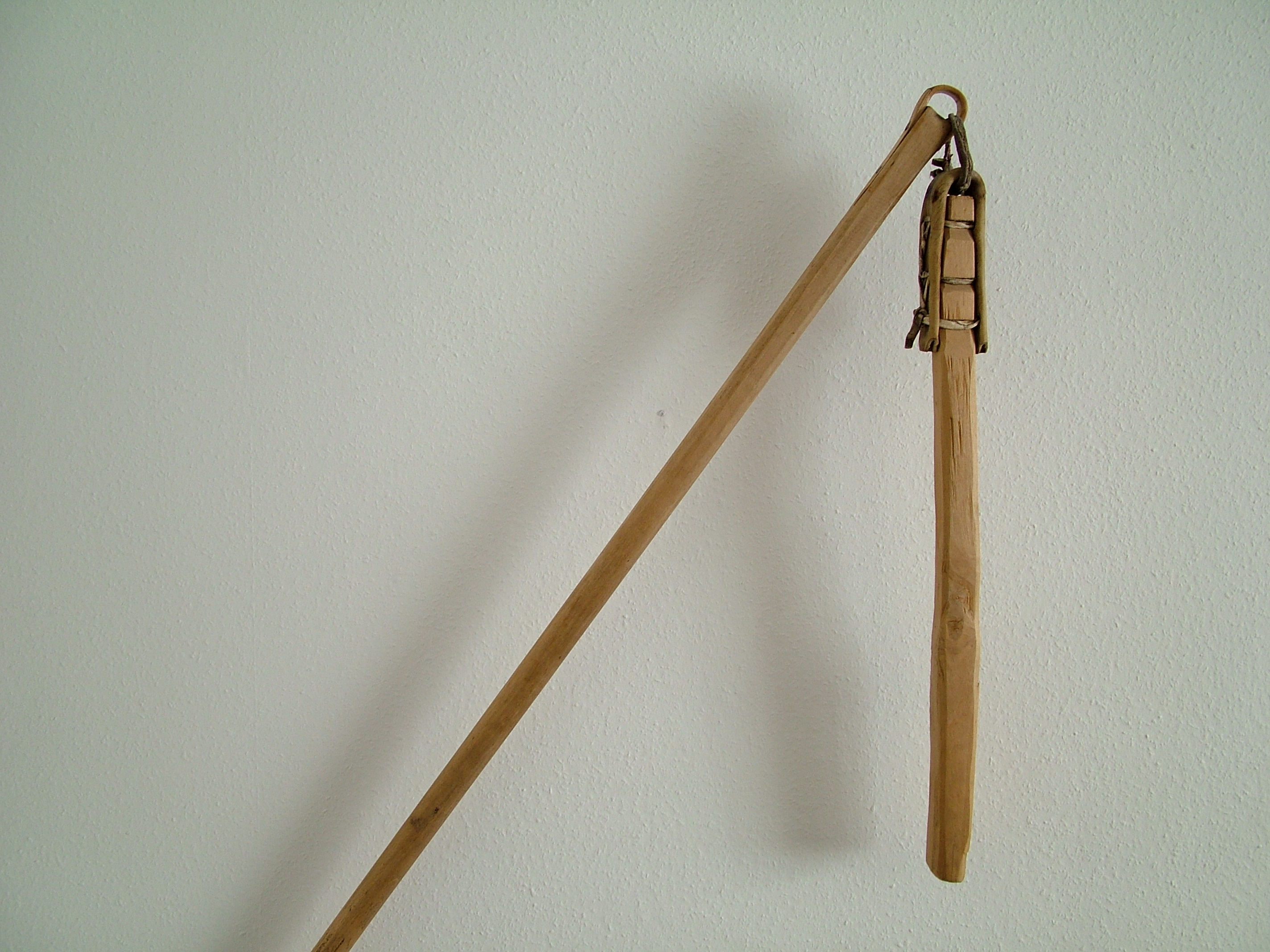
Voorbeeld van een dorsvlegel

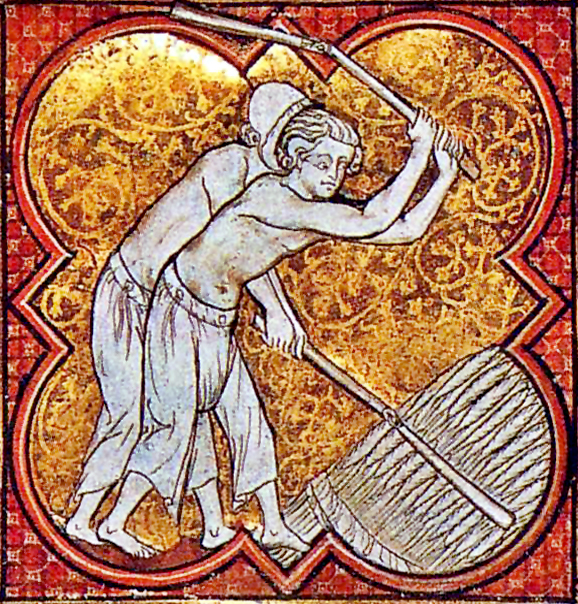
Franse boer met dorsvlegel, 1270

Een dorsvlegel is een houten landbouwwerktuig om graan te dorsen. Tijdens dit proces worden de korrels uit de aren verwijderd en blijven de graankorrels met het kaf, na het verwijderen van het stro, over. De korrels worden daarna in een wan opgegooid, zodat de wind het kaf en het stof afscheidt.
De dorsvlegel bestaat in Nederland meestal uit drie delen: een steel met ijzeren oog, een slaghout en de verbinding tussen beide. Er bestaan in Oost-Nederland echter ook dorsvlegels uit een stuk, gemaakt uit een tak waar een natuurlijke knik in zit. De steel is gemaakt van een zachte, maar taaie houtsoort: es, wilg, olm of zelfs vlier, lijsterbes of vogelkers. De steel moest precies passen onder de oksel van dorser en varieerde dus naargelang de grootte van de eigenaar, van zowat 110 tot 160 centimeter. Het slaghout is dikker dan de steel en gemaakt van hard hout dat moeilijk splijt, zoals meidoorn, haagbeuk, hulst of kersen. Bij voorkeur met een knoest onderaan omdat dit het taaiste hout bevat, wat het risico op splijten sterk verkleinde. Het slaghout is tussen de 40 tot 80 cm lang, met een diameter van 5 tot 10 cm.
De verbinding varieert eveneens sterk, maar kan worden opgedeeld in een vaste en een losse verbinding. Bij een vaste verbinding kunnen steel en slaghout ten opzichte van elkaar niet draaien. Daarom moet de dorser de steel bij elke slag telkens in de hand laten draaien. De primitiefste verbindingen zijn alle vast en gemaakt uit de bast van es of wilg, gespleten bramenhout of palingvel. Recentere modellen hebben een metalen beugel op de steel en het slaghout, die met een kalfsleren of varkensleren veter met elkaar zijn verbonden. Soms is er geen oog of beugel op het slaghout bevestigd, maar is er een gat doorheen geboord. Een ander model is datgene waar zowel steel als slaghout een (kalfs)lederen kap krijgen waar opnieuw met lederen veters de verbinding wordt gemaakt. De losse of draaiende verbinding had als grote voordeel dat de dorser de vlegelsteel vast in de hand kon houden, maar vergt het nodige knutselwerk om dit te bereiken. In alle gevallen waren steel en slaghout met lederen veters met elkaar verbonden. 
Naargelang de verbinding tussen steel en slaghout werden de benamingen kerfvlegel, knopvlegel, kapvlegel, beugelvlegel en wartel- of worfelvlegel gehanteerd. Alleen bij de wartelvlegel draaide het slaghout zelf op de steel, bij alle andere moest de dorser de steel in de hand draaien.
Tijdens het dorsen staat men met een aantal mensen in een groep rond het graan, dat op een harde ondergrond, de dorsvloer, is uitgespreid. Men slaat met de vlegel op het graan. Dit moet in het juiste ritme gebeuren om te voorkomen dat de dorsvlegels elkaar raken.
Vanaf halverwege de negentiende eeuw is dit werk gemechaniseerd met behulp van de dorsmolen. Tegenwoordig wordt het graan gemaaid en gedorst met één enkele machine: de maaidorser.
Mogelijks werd de dorsvlegel ook, voornamelijk door boeren, als wapen gebruikt. Hieruit is mogelijk ook de strijdvlegel ontwikkeld. In verschillende manuscripten, waaronder die van Paulus Hector Mair, worden stijdersduo's afgebeld met een (aangepaste) dorsvlegel als wapen. 
De term vlegel, waarmee een dorsvlegel vaak wordt aangeduid, heeft meerdere betekenissen.